# Dice of Destiny
Dice of Destiny is een Amerikaanse misdaadfilm uit 1920 onder regie van Henry King. De film werd destijds in Nederland uitgebracht onder de titel Het spel van het noodlot.

## Verhaal
De ex-gevangene Jimmy Doyle heeft onschuldig in de cel gezeten. Omwille van zijn geliefde Nancy Preston wil hij op het rechte pad blijven, maar hij wordt bedrogen door zijn kameraden en komt weer in de gevangenis terecht. Hij kan ontsnappen en hij moet wegvluchten met zijn geliefde, omdat hij verdacht wordt van de moord op een van zijn maats. Jimmy heeft ooit medicijnen gestudeerd en hij gaat werken in het ziekenhuis van zijn oom. Hij wordt achternagezeten door rechercheur James Tierney, wiens leven Jimmy moet redden, als hij een blindedarmontsteking krijgt. Wanneer de echte moordenaar uiteindelijk wordt gevonden, geeft rechercheur Tierney zijn zegen aan Jimmy en Nancy.

## Rolverdeling
| Acteur         | Personage     |
| -------------- | ------------- |
| H.B. Warner    | Jimmy Doyle   |
| Lillian Rich   | Lillian Rich  |
| Howard Davies  | Howard Davies |
| Harvey Clark   | J.P. Lockney  |
| J.P. Lockney   | Claude Payton |
| Claude Payton  | James Tierney |
| Fred Huntley   | Cole          |
| Rosemary Theby | Agnes         |